# Milagre em Juazeiro
Milagre em Juazeiro é um filme gravado em 1999 pelo diretor brasileiro Wolney Oliveira, sobre um fenômeno ocorrido na cidade cearense de Juazeiro do Norte, onde a hóstia virou sangue quando Padre Cícero deu a comunhão a beata Maria de Araújo.

## Sinopse
Juazeiro do Norte, 1889. Durante a missa, Padre Cícero preside a cerimônia de comunhão. Ao dar a comunhão a Maria de Araújo, a hóstia se transforma em sangue na boca da beata. Além de reconstituir o fenômeno, o filme documenta as romarias realizadas em Juazeiro e apresenta depoimentos de religiosos e pesquisadores sobre o acontecimento.

## Elenco
- José Dumont .... Padre Cícero
- Marta Aurélia .... Maria de Araújo
- Roberto Bonfim .... Monsenhor Alexandrino
- Antônio Leite

## Premiações
Festival de Brasília
- Melhor Atriz Coadjuvante - Marta Aurélia
- Menção Honrosa - Wolney Oliveira

Festival do Recife
- Melhor Edição - Mair Tavares

Festival de Cinema e Vídeo de Cuiabá
- Atriz Mais Promissora - Marta Aurélia